# Tombe 5 d'Amarna
La tombe 5 d'Amarna est l'une des tombes du Nord à Amarna, en Égypte. Elle a été construite pour le courtisan Penthou, et est l'une des six tombes du Nord à Amarna. La sépulture est située au sud de la tombe de Meryrê. Elle est très similaire à la tombe d'Ahmès[Lequel ?]. Elle est en forme de T et sa chambre intérieure aurait servi de chambre funéraire.

## Propriétaire
Penthou a servi à la cour pendant le règne du pharaon Akhenaton, à la XVIIIe dynastie. Penthou a les titres de « porteur de sceau du roi de Basse-Égypte », d'« unique compagnon », d'« accompagnateur du seigneur des deux terres », de « favori du bon dieu », de « scribe du roi », de « subordonné du roi », de « premier serviteur d'Aton dans la demeure d'Aton à Akhetaton », de « chef des médecins », de « chambellan ».

## Décoration
La tombe est décorée et les scènes comprennent une visite de la famille royale au temple et une scène de récompense.

### Mur nord
La famille royale est représentée entrant dans le temple. Akhenaton et Néfertiti sont accompagnés de trois de leurs filles : Mérytaton, Mâkhétaton et très probablement Ânkhésenpaaton.
Sur le même mur, la famille royale est représentée en train de récompenser Pentou au temple. Akhenaton est représenté portant la couronne rouge du Nord et Néfertiti se tient derrière lui (la moitié supérieure de son corps est endommagée). Derrière le couple royal, on voit trois princesses accompagnées de leurs nourrices.

### Mur sud
Penthou est représenté sur le mur sud dans une autre scène de récompense, mais celle-ci se déroule au palais. Dans une scène associée, le roi et la reine sont représentés en train de prendre un repas. Akhenaton est représenté portant une coiffe khat. Il est assis et mange de la volaille. Néfertiti est assise derrière lui, portant sa couronne bleue et semble boire dans une coupe.